# Halwill
 (mai 2023).
Cet article possède un paronyme, voir Hallwil.
Halwill est un village et une paroisse civile du Devon, situé dans l'Angleterre du Sud-Ouest. 